# ファルス (料理)

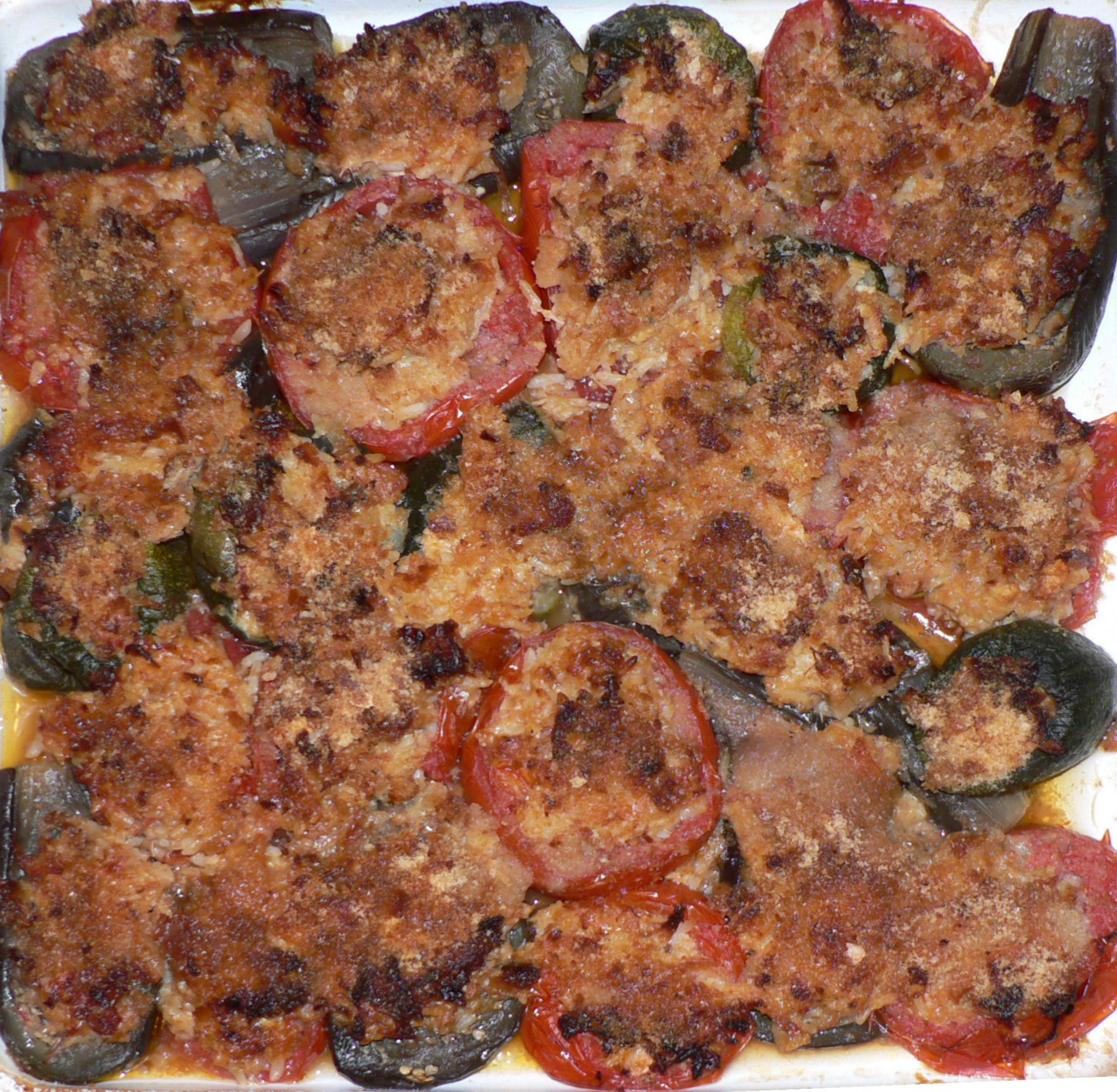
プロヴァンス風野菜の肉詰め

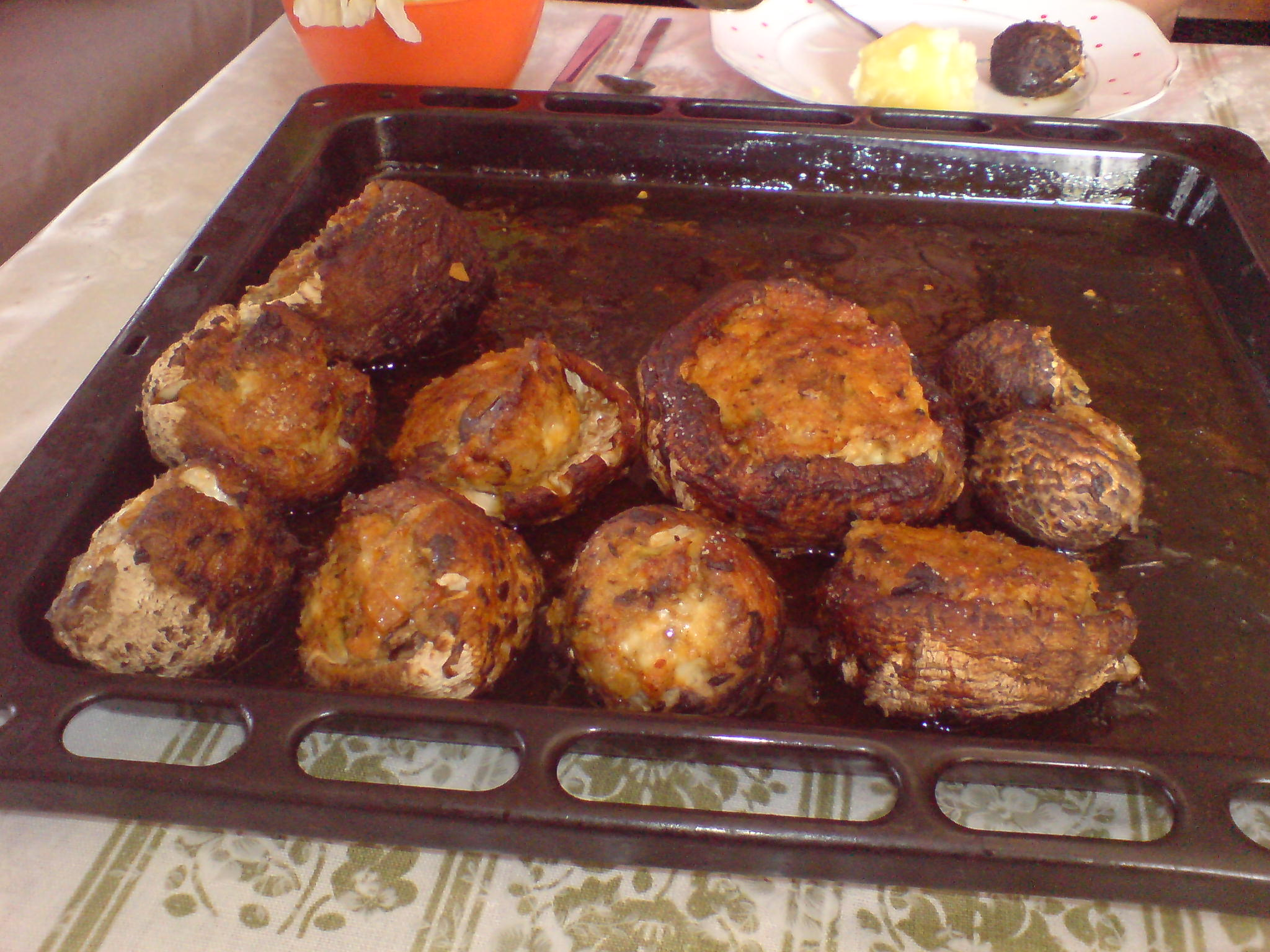
カラカサタケ

ファルス（仏: farce）あるいはファルシ（和製仏語: farci(e)）は、肉や魚、野菜などの中に別の食材を詰めた料理。ファルスというと西洋料理と考えられることが多いが、西洋以外でも広く見られる料理法である。ピーマンなどの野菜の中に挽き肉などを詰めて焼いたファルスは、日本でも肉詰めとしてポピュラーである。

## 語源
語源はフランス語で「詰める」を意味する動詞ファルシ（farcir）。過去分詞形ファルシ（farci(e)）は、詰め物をする対象の修飾辞となる。例えば、トマトに詰め物をした料理はトマト・ファルシ（tomate farcie）と呼ばれる。また「farci(e)」は名詞形ではないので「トマトのファルシ」は和製仏語と言える。

## 歴史
調理法としてのファルスは非常に古くから行われており、ジビエの内臓を取り出したあとに詰め物をするところから始まっている。古代ローマ時代の料理書『アピキウス』では、詰める対象として、鶏、ウサギ、豚、ヤマネなどが記載されている。また詰めものとしては、野菜、ハーブや香辛料、ナッツ類や麦など、あるいはミンチ状のレバーや脳、その他の臓物なども記載されている。

## バリエーション
詰め物の器となる素材は、丸のままの肉や魚、中をくりぬいた野菜など、自然の形をしたものを用いることが多い。一方、中に詰めるものは、ペースト状あるいは細かく刻んだもの、麦や米、小さく切ったパンなどの粒状のものが多い。

### 野菜に詰め物をするファルス

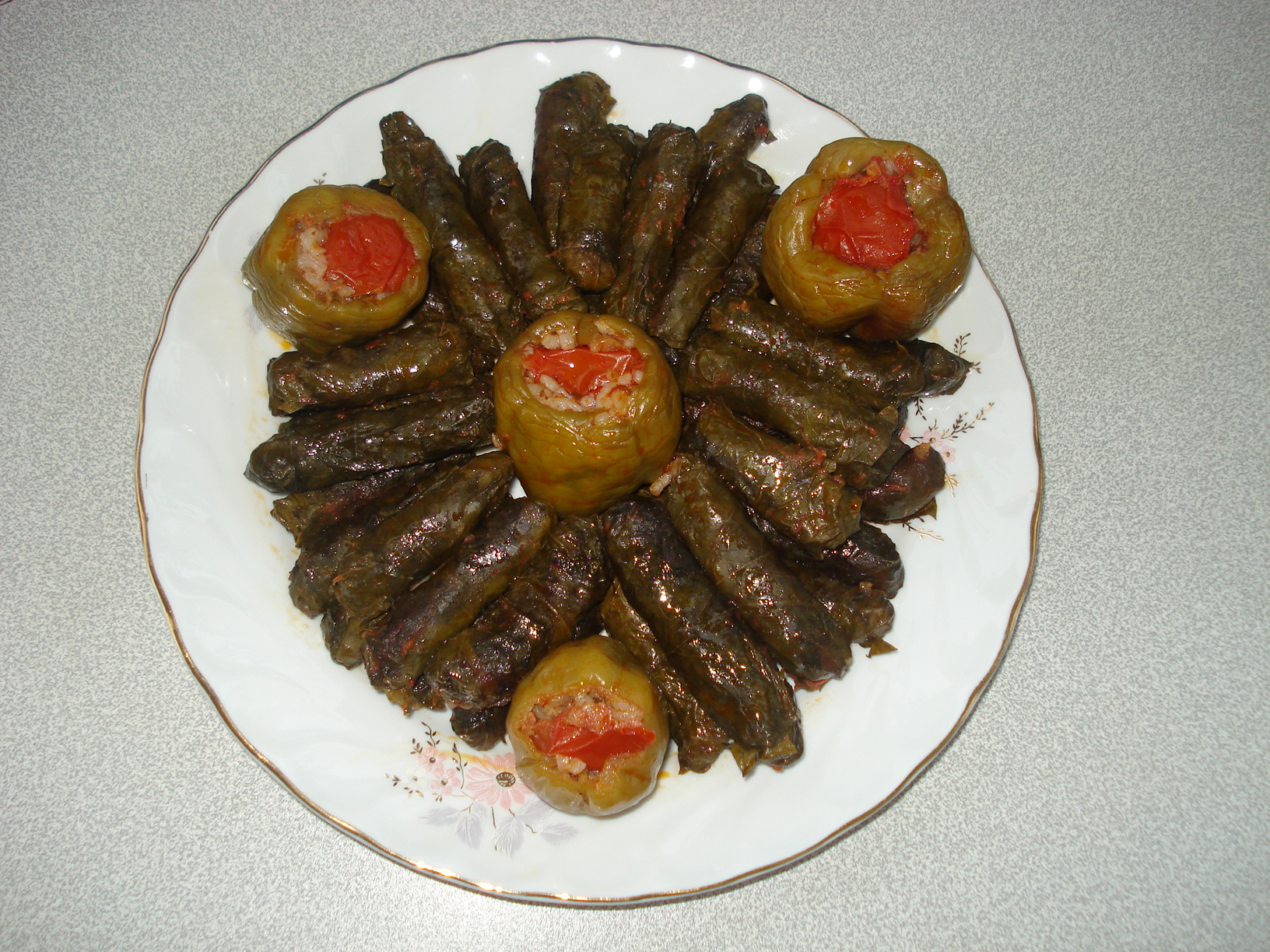
トルコのドルマ

器となる野菜はピーマンの他、トマトやナス、ズッキーニの果肉を刳り抜いたもの、ジャガイモを刳り抜いたもの、カボチャ、キャベツやブドウの葉を茹でたものの他、花ズッキーニも使われる。ラテンアメリカではロコトなど、ピーマン以外のトウガラシの仲間も詰め物の対象となる。ヘタの部分を薄く切って蓋にする形状が多く親しまれている。
トマトやナスなどを刳り貫く場合は、刳り貫いた部分を使ってソースを作ったり、副菜をもう一品作ることも出来る。
詰め物には挽き肉とタマネギ、パンなどの繋ぎや塩などの調味料の他、ハーブなどを混ぜて味付けが行われることもある。ヨーロッパなどでは、下ごしらえを済ませた挽き肉が売られていることもある。肉汁と野菜から出る汁が適度に混ざり、ハンバーグなどとは一味違った味が楽しめる。中東のドルマの詰め物は挽肉に米を混ぜるが、肉の代わりに豆を加えたドルマも作られる。テクス・メクス料理やメキシコ料理では、トウガラシのチーズ詰めも親しまれている。

### 肉に詰め物をするファルス

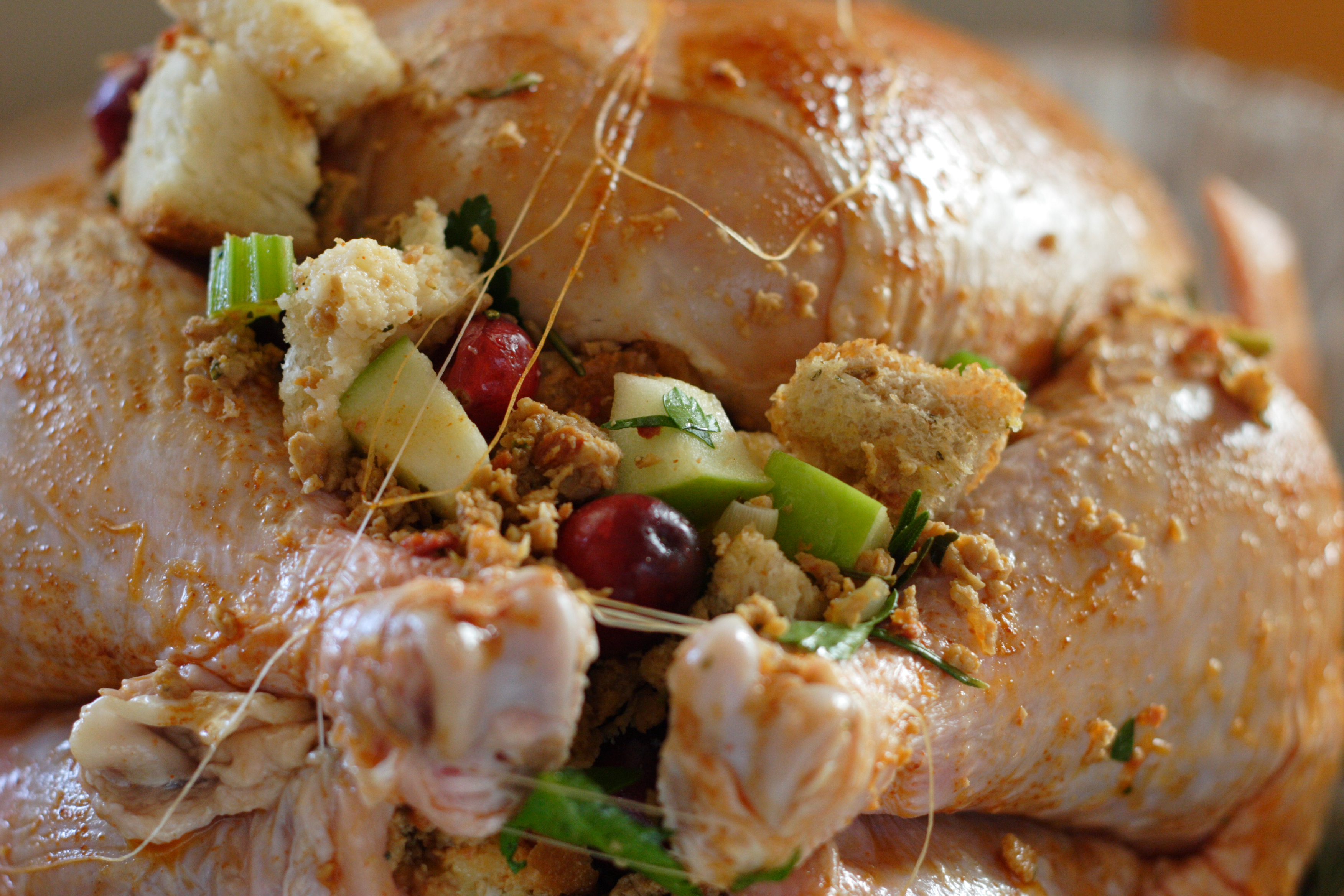
パン、セロリ、ローズマリー、クランベリー、リンゴなどを詰めたシチメンチョウ

動物の内臓部分を取り出し、空洞に詰め物をすることもよく行われる。たとえばローストチキンを作る際、内臓を取り出した後の空洞に詰め物をする。詰めものとしては、キノコや玉ねぎ、ニンジンなどをムース状にしたものや、米、ニンニク、パン、ハーブなどが用いられる。朝鮮半島のサムゲタンは、若鶏の中にもち米やナツメ、朝鮮人参などを詰めて煮込んだ料理であり、ファルスの一種ともいえる。ソーセージやスコットランドのハギスは詰め物を動物の内臓に詰めたものであるため、これもファルスの一種ともいえる。日本では、石川県に鯛の唐蒸しと呼ばれる魚料理があり、これは鯛に卯の花を詰めた物である。
動物の中に他の動物を詰めることも昔から行われている。